# Bromuro di berillio
Il bromuro di berillio è il sale di berillio (avente numero di ossidazione pari a +2) dell'acido bromidrico. Ha formula bruta BeBr2.

## Proprietà
È un sale inorganico estremamente igroscopico, pertanto ha un'alta solubilità. Il composto è un polimero con centri di berillio tetraedrici.
Come tutti i composti del berillio, è tossico se viene inalato o ingerito.

## Sintesi
Il bromuro di berillio viene sintetizzato facendo reagire il berillio metallico con il bromo elementare ad alte temperature (tra i 500 °C e i 700 °C) secondo la reazioe:
Be  +  Br2  →  BeBr2
Può essere anche prodotto per reazione dell'ossido di berillio con l'acido bromidrico:
BeO  +  2 HBr  →  BeBr2  +  H2O